# Nojūbarān
Nojūbarān (persiska: نجوبران) är en ort i Iran.   Den ligger i provinsen Kermanshah, i den nordvästra delen av landet, 400 km väster om huvudstaden Teheran. Nojūbarān ligger 1 299 meter över havet och antalet invånare är 445.
Terrängen runt Nojūbarān är varierad. Runt Nojūbarān är det ganska tätbefolkat, med 124 invånare per kvadratkilometer. Närmaste större samhälle är Bīsotūn, 5,4 km söder om Nojūbarān. Trakten runt Nojūbarān består till största delen av jordbruksmark.